# イリヤ・イヴィッチ
イリヤ・イヴィッチ（セルビア語: Илија Ивић, ラテン文字転写: Ilija Ivić、1971年2月17日 - ）は、セルビア（旧ユーゴスラビア）の元サッカー選手。ポジションはフォワード。

## 経歴
黄金期のレッドスター・ベオグラードの一員として1991年にインターコンチネンタルカップ 1991優勝を果たした。ユーゴスラビア代表としては1998年9月2日のスイス代表戦に出場した。引退後はAEKアテネFC、オリンピアコスFC、レッドスター・ベオグラードのスポーツディレクターを務めた。

## タイトル

### レッドスター・ベオグラード
- ユーゴスラビア・プルヴァ・リーガ：1991-92
- ユーゴスラビア / セルビア・モンテネグロカップ：1992-93
- インターコンチネンタルカップ：1991